# Immortali nella mitologia greca
Numerosi personaggi mortali, nella mitologia greca, vennero resi immortali per volontà degli dèi, in seguito alla loro buona condotta e per la loro fedeltà alle divinità.

## Elenco degli immortali
| Nome             | Immortalità | Residenza                        | Fonti                  |
| ---------------- | --- | -------------------------------- | ---------------------- |
| Achille          | Teti, sua madre, volle renderlo immortale sin dalla nascita, ma venne fermata da Peleo. Si afferma che nell'Aldilà, egli sposò Ifigenia o Elena o Medea e visse con la donna in questione nelle Isole dei Beati. Nelle fonti che lo vogliono unito a Elena avrebbe generato Euforione.   | * Isola Bianca - Isole dei Beati |                        |
| Alcesti          | Morta per salvare il marito, venne riportata in vita per decisione di Persefone e secondo alcune fonti resa immortale. |                                  |                        |
| Andromeda        | Moglie di Perseo, divenne immortale in seguito alla sua trasformazione in costellazione. | Cielo                            |                        |
| Arianna          | Figlia di Minosse, re di Creta, divenne sposa di Dioniso e da lui resa immortale, sebbene alcune tradizioni riferiscono che ella morì. | Olimpo                           |                        |
| Asclepio         | Figlio di Apollo e della mortale Coronide, secondo una tradizione divenne immortale; secondo un'altra tradizione, invece, Asclepio venne ucciso da Zeus con un fulmine. |                                  |                        |
| Callisto         | Divenne immortale, trasformatasi in stella, ma in altre leggende ella venne trasformata in orsa da Artemide. | Cielo                            |                        |
| Capaneo          | Uno dei Sette contro Tebe; Zeus lo uccise con un fulmine mentre tentava di risalire su una scala le mura di Tebe. Secondo una tradizione venne resuscitato da Asclepio e reso immortale.                                                                                                 |                                  |                        |
| Circe            | Unanimente considerata immortale essendo figlia del dio Helios e Perse. | Isola di Eea (o Ea)              | Omero, Odissea         |
| Demofoonte       | Demetra lo rese immortale immergendolo nelle fiamme: ma secondo una tradizione vi morì consumato. |                                  |                        |
| Deucalione       | L'uomo che sopravvisse al diluvio; egli divenne probabilmente immortale una volta assunto tra le stelle. |                                  |                        |
| Dioscuri         | Inizialmente solo Polluce era nato immortale; una volta morto Castore, questi pregò il padre Zeus di morire al suo posto, ma gli dèi preferirono trasformare entrambi in una costellazione.                                                                                              | Cielo                            |                        |
| Endimione        | Fu addormentato in eterno da Selene innamoratasi di lui: Zeus gli diede l'eterna giovinezza dietro richiesta della dea. | Elide                            |                        |
| Ganimede         | Rapito da Zeus, che lo rese immortale per farne il coppiere degli dei. | Olimpo                           |                        |
| Memnone          | Bellissimo re di Persia e di Etiopia, famoso per la sua magnanimità. Corse in aiuto di suo zio Priamo nella guerra di Troia e fu decapitato in duello da Achille. Mentre i suoi resti stavano per essere bruciati sulla pira, Zeus reincarnò Memnone in due stormi di uccelli immortali. |                                  | Ovidio, Le metamorfosi |
| Reso             | Giovane signore dei Traci, venne in aiuto di Priamo nella guerra di Troia, ma la notte stessa del suo arrivo fu sgozzato nel sonno da Diomede. Gli dei inferi resuscitarono Reso e lo trasformarono in un essere immortale, lasciandolo però in un misterioso luogo sotterraneo.         | Viscere della terra              | Pseudo- Euripide, Reso |
| Semele e Dioniso | Semele, figlia di Cadmo, fu amata da Zeus, al quale diede Dioniso: venne incenerita dalla gelosa Era. Una volta divenuto immortale, Dioniso discese nell'Ade, resuscitò la madre, che divenne a sua volta essere eterno con il nome di Tione, e salì con lei sull'Olimpo.                | Olimpo                           |                        |
| Titone           | Fratello di Priamo. Eos se ne innamorò, lo rapì e chiese a Zeus di renderlo immortale; dimenticatasi però di chiedere per lui anche l'eterna giovinezza, non poté impedire che egli diventasse brutto e cadente.                                                                         | Dimora terrena di Eos            |                        |